# Yountville
Yountville é uma vila localizada no estado americano da Califórnia, no condado de Napa. Foi incorporada em 4 de fevereiro de 1965.

## Geografia
De acordo com o United States Census Bureau, a vila tem uma área de 4 km², onde todos os 4 km² estão cobertos por terra.

### Localidades na vizinhança
O diagrama seguinte representa as localidades num raio de 16 km ao redor de Yountville.

## Demografia
Segundo o censo nacional de 2010, a sua população é de 2 933 habitantes e sua densidade populacional é de 740,16 hab/km². É a localidade menos populosa do condado de Napa. Possui 1 252 residências, que resulta em uma densidade de 315,95 residências/km².